# Ca sinh 8 Suleman
Ca sinh 8 Suleman là một ca sinh 8 của bà mẹ Nadya Suleman, cũng có tên là Nadia Suleman Gutierrez khi cô kết hôn, cũng có tên là Nadya Doud, vào ngày 26 tháng 1 năm 2009, tại bệnh viện Kaiser Permanente ở Bellflower, California, Hoa Kỳ. Đây là lần thứ hai, một ca sinh 8 có trẻ sơ sinh vẫn còn sống ở Hoa Kỳ, 11 năm sau ca sinh 8 Chukwu năm 1998 ở tiểu bang Texas.
Ca sinh 8 này là kết quả của sự thụ tinh trong ống nghiệm.
Trước đó, Nadia Suleman đã có 6 đứa con mang thai nhờ thụ tinh trong ống nghiệm. Tất cả 14 đứa con của Nadia Suleman đều có được từ việc thụ tinh nhân tạo từ tinh trùng một người hiến.
Ca sinh 8 này đang trở thành đề tài tranh cãi về đạo đức sau khi giới truyền thông Mỹ phát hiện bà mẹ Nadia Suleman đã có sáu đứa con khác và gia đình cô chỉ mong có thêm một người con. Dư luận Hoa Kỳ và bản thân gia đình bà mẹ cũng lo lắng về khả năng có thể nuôi 14 người con.

## Ca sinh
8 đứa trẻ được sinh thông qua phẫu thuật mổ lấy thai với 46 nhân viên y tế. Các bác sĩ dự tính có 7 đứa trẻ, do đó đứa bé thứ 8 ("Baby H," một bé trai) làm họ ngạc nhiên. Tất cả tám đứa trẻ (6 trai và 2 gái) được sinh sau 30 1/2 tuần mang thai, sinh non khoảng 9 tuần lễ. Trọng lượng các bé khác nhau, từ 1 pound, 8 ounces (680 g) đến 3 pounds, 4 ounces (1470 g). Ca sinh diễn ra trong 5 phút, người ta thông báo tất cả tám đứa bé đều trong tình trạng ổn định, dù có hai bé phải cần ống thở và một máy thở còn một bé khác cần bổ sung ôxi.